# Igor Bubnjić
Igor Bubnjić (* 17. Juli 1992 in Split) ist ein ehemaliger kroatischer Fußballspieler, der nach seinem Karriereende als Aktiver als Fußballtrainer im Nachwuchsbereich tätig wurde.

## Karriere

### Verein
Bubnjić startete seine Karriere in der Jugend von Duravar, ehe er 2007 in die Jugendabteilung von Slaven Belupo wechselte.
Im Sommer 2011 rückte er in den Profikader, wurde jedoch direkt an den Stadtrivalen NK Koprivnica verliehen. Nach einem halben Jahr kehrte er zurück. Seit seiner Rückkehr war er in der Innenverteidigung gesetzt. Im Sommer 2013 wechselte Bubnjić für 1,5 Millionen Euro zum italienischen Erstligisten Udinese Calcio. Er unterschrieb einen Vertrag bis 2018. Ende Juli wurde seine Leihe an den Carpi FC bekannt gegeben. Es folgte eine weitere Leihe zu Brescia Calcio. Im Januar 2018 wurde er an Inter Zaprešić verliehen, kam dort allerdings nie zum Einsatz. Im Sommer 2018 lief sein Vertrag bei Udinese aus, woraufhin er kurzzeitig vereinslos wurde. Im Oktober 2018 wechselte er zum maltesischen Erstligisten Hibernians Paola, für der er es in der Spielzeit 2018/19 auf zwei Meisterschaftseinsätze brachte. Nach zwei Jahren ohne Verein absolvierte er von 2021 bis 2022 elf Ligaspiele für seinen Heimatverein, HNK Daruvar, und erzielte dabei fünf Treffer.

### Nationalmannschaft
Bubnjić spielte zwischen 2011 und 2013 in sieben Länderspielen für die U-20 Kroatiens. Von 2012 bis 205 absolvierte er elf Länderspiele für die kroatische U-21-Nationalmannschaft. Am 10. Juni 2013 gab er bei einer 0:1-Niederlage in einem Freundschaftsspiel gegen Portugal sein A-Teamdebüt. Drei Monate später absolvierte er bei einem 2:1-Sieg über Südkorea sein zweites und auch letztes Länderspiel für die A-Nationalmannschaft seines Heimatlandes.